# Herb Mölschow
Herb Mölschow – herb gminy Mölschow stanowi dzieloną w słup hiszpańską tarczę herbową, na której w pierwszym niebieskim polu srebrna kotwica, nad którą trzy złote kwiaty rzepaku z czerwonymi nasionami ułożone w pas; w drugim srebrnym polu połowa niebieskiego koła z ośmioma szprychami. 
Herb został zaprojektowany przez Rolanda Bornscheina z Wismaru i zatwierdzony 26 stycznia 1998 przez Ministerstwo Spraw Wewnętrznych (Bundesministerium des Innern, für Bau und Heimat).

## Objaśnienie herbu
Herb symbolizuje źródła dochodów mieszkańców gminy. Kwiaty rzepaku symbolizują rolnictwo w Mölschow, kotwica symbolizuje rybołówstwo w części gminy (Ortsteil) Zecherin, natomiast koło symbolizuje lokalne rzemiosło w części gminy Bannemin. Liczba kwiatów rzepaku wskazuje właśnie na te trzy części gminy. Kolory herbu odnoszą się do przynależności gminy do Pomorza Przedniego.